# Бінагадинське кірове озеро

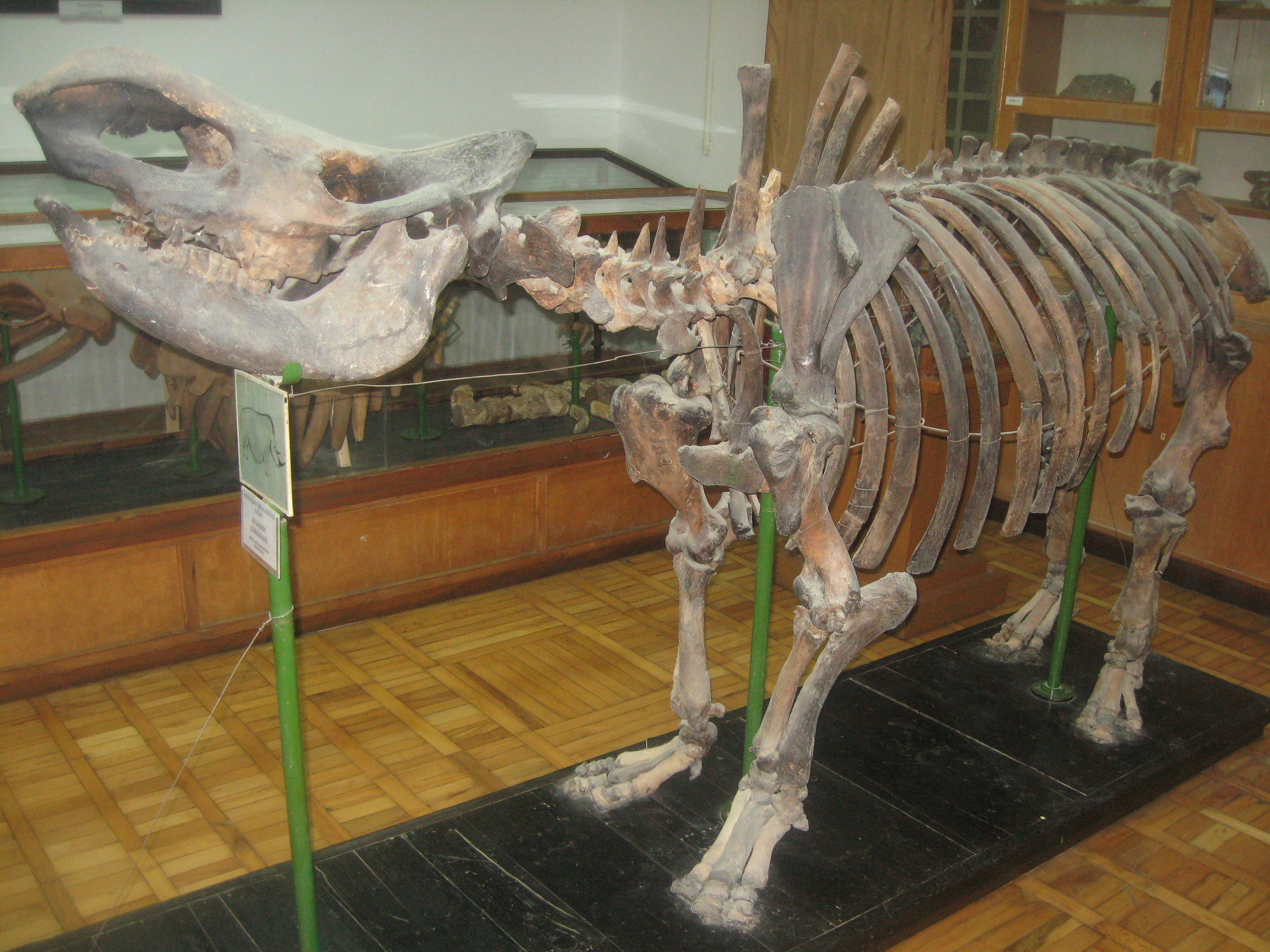
Скелет вимерлого бінагадинського носорога

Бінагадинське кірове озеро (азерб. Binəqədi Qır gölü) — кірове бітумне озеро, розташоване за 7 км на північний захід від Баку і за 0,5 км на південний схід від селища Бінагади, на території Бінагадинського району міста Баку, в Азербайджані. Відоме великим похованням зразків фауни і флори четвертинного періоду. Знахідки, виявлені у Бінагадинському похованні флори і фауни виставлено в Музеї природної історії імені Г. Зардабі Інституту геології Національної академії наук Азербайджану.
30 вересня 1998 року захоронення зразків фауни і флори четвертинного періоду озера Бінагади було включено до списку кандидатів від Азербайджану на включення в список Світова спадщина ЮНЕСКО.

## Історія поховання
Близько 190 тисяч років тому, під час пізнього плейстоцена, велика частина території сучасного селища Бінагади була бітумним озером, яке стало місцем загибелі птахів і інших тварин, серед яких є і 20 вимерлих видів.
Так, земля під Азербайджаном рясніла запасами нафти і газу, особливо на Апшеронському півострові, що вдається в Каспійське море. Вуглеводні, що містяться в сланцевих відкладеннях, піднімалися з глибин від 900 до 1500 метрів на поверхню, утворюючи бітумні озера, відомі в народі як смоляні ями, які немов завіси нафти утворюють болота і ставки. У роки активності, ймовірно, впродовж тисяч років, в'язкий Бінагадинський бітум поширився на поверхні від 0,6 до 0,68 км², утворюючи береги доісторичного озера. Озеро і блиск бітуму притягали різних тварин, в основному птахів, що літали у пошуках води. Тварини, що зав'язнули у бітумі, ставали уразливими для хижаків, гинули від отруєння і голоду.
Подібне поховання існує і на території Лос-Анджелеса, називається «Ла-Брея» (англ. La Brea Tar Pits) і використовується нині як музей просто неба і об'єкт наукового дослідження. Воно набагато молодше Бінагадинського, його вік становить не більше 60 тисяч років.
У 1982 році рішенням Ради Міністрів Азербайджанської РСР Бінагадинський природна пам'ятка фауни і флори четвертинного періоду була оголошена Державною природною пам'ятникою

## Дослідження
У першій половині ХХ століття місцевий житель, добуваючи кір для ремонту даху свого дому, випадково виявив велетенські кістки невідомого звіра і повідомив про це місцеву владу. Під час проведених розкопок було знайдено рештки доісторичних тварин. Але незабаром ця історія була забута.
У 1938 році студентом 3-го курсу Азербайджанського індустріального інституту О. С. Мастанзаде у кірових відкладеннях цього району були виявлені унікальні скелети хребетних і безхребетних тварин, включаючи скелет носорога, а також рослинні рештки. З цього року цілеспрямоване вивчення Бінагадинського кірового озера поновилося. Надалі експедиційними роботами на цій ділянці і науковими дослідженнями керували В. В. Богачов і Р. Д. Джафаров. В результаті обробки великого палеонтологічного матеріалу Р. Д. Джафаровим у 1960 році був виділений новий вид носорога (Rhinoceros binagadensis). Слід також відмітити заслуги М. О. Бурчака-Абрамовича у відтворенні скелетів ссавців і птахів, знайдених у Бінагадинському кіровому озері. Знайдений матеріал створив передумови для наукової реконструкції картини тваринного і рослинного світу Апшеронського півострова постплейстоценного періоду.

## Фауна і флора
(Rhinoceros binagadensis или Dicerorhinus binagadensis) в Музеї природної історії імені Г. Зардабі в Баку]].
Із четвертинної фауни Бінагадів виділяють 41 вид ссавців, 110 видів птахів, 2 плазунів, 1 земноводних, 107 комах, 1 вид молюсків, і 22 рештки рослин. 20 із виявлених видів — вимерлі тварини. Серед них науковий інтерес являють: майже цілі скелети викопних коней, благородного оленя (бінагадинський підвид — Cervus elaphus
binagadensis Alekp.), джейранів і сайги, що нині не зустрічаються на території Азербайджану. З хижих ссавців можна виділити знайдені рештки плейстоценового вовка (Canis lupus apscheronicus R. Ver), печерної гієни (Crocuta crocuta spelaea Goldfuss), бінагадинського первісного бика (Bos mastanzadei Bur), ведмедя (Ursus arctos binagadensis R. Ver) та інших видів тварин, а з птахів — скелети крякви, гусей, лебедів (Cygnus olor Bergmanni Srebr), пеліканів (Pelecanus crispus paleo-crispus Serebr), беркутів, шулік, пугачів (Bubo bubo L.), ворон (Corvus corax L.), яструбів тощо. Детальне вивчення кісткових решток дозволило відтворити вигляд четвертинних тварин, а також виявити ті зміни, які зазнали види, що збереглися до нашого часу, в процесі еволюційного розвитку.
Проф. М. Бурчак-Абрамович опублікував 27 наукових праць щодо птахів і ссавців Бінагадів. У 1988 році його колекція викопних птахів із Бінагадів налічувала близько 20 000 кісток.
Серед рослинних решток можна виділити шматки деревини, стебла, гілочки, плоди, корені, кореневища і так далі. Результати вивчення цього рослинного покриву свідчать про те, що клімат Апшерону в епоху утворення Бінагадинського озера був вологішим і холоднішим, ніж нині.

Скам'янілості з Бінагадинського озера. 180000–70000 рр. тому. Музей історії Азербайджану
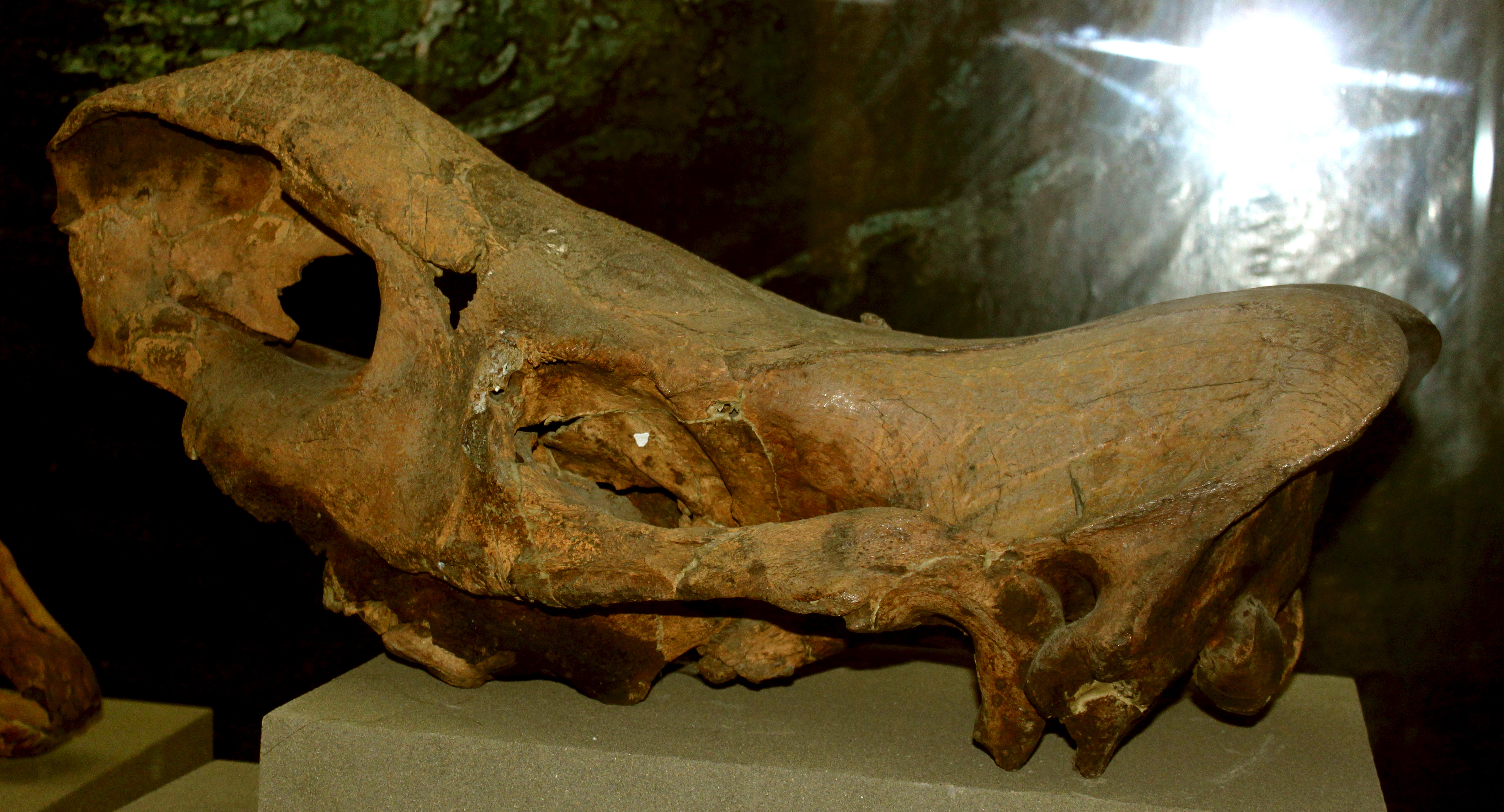
Череп носорога
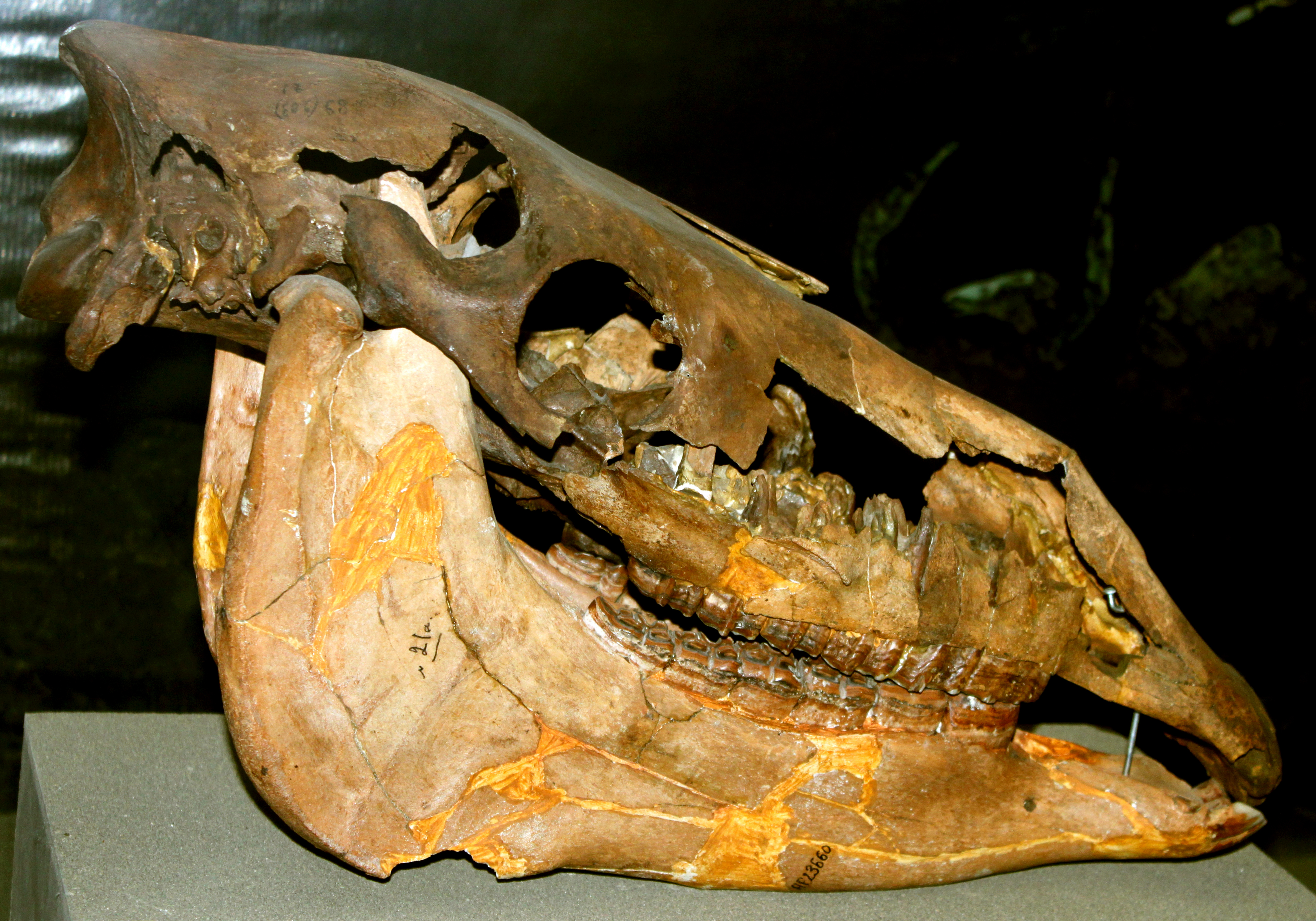
Череп коня
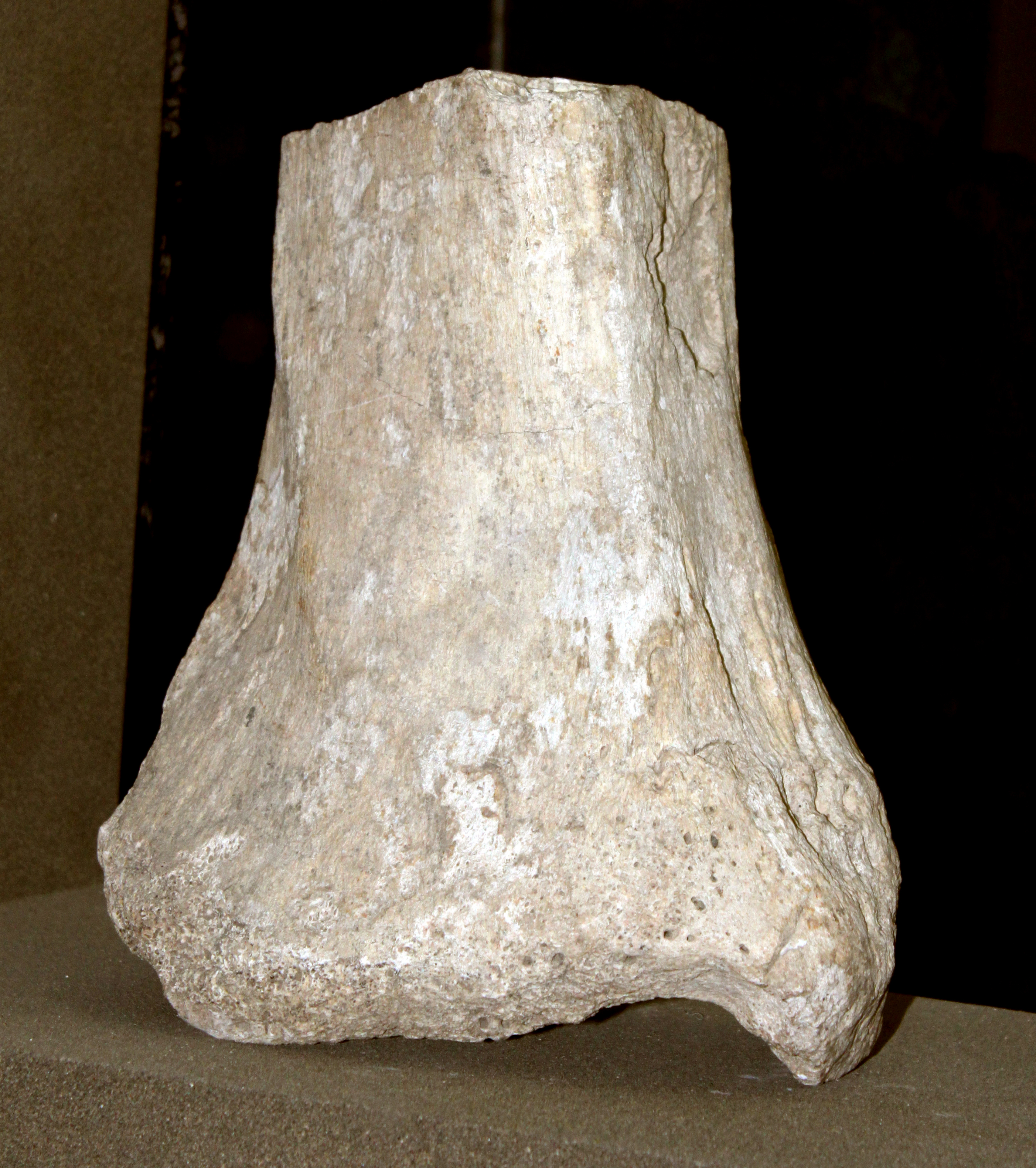
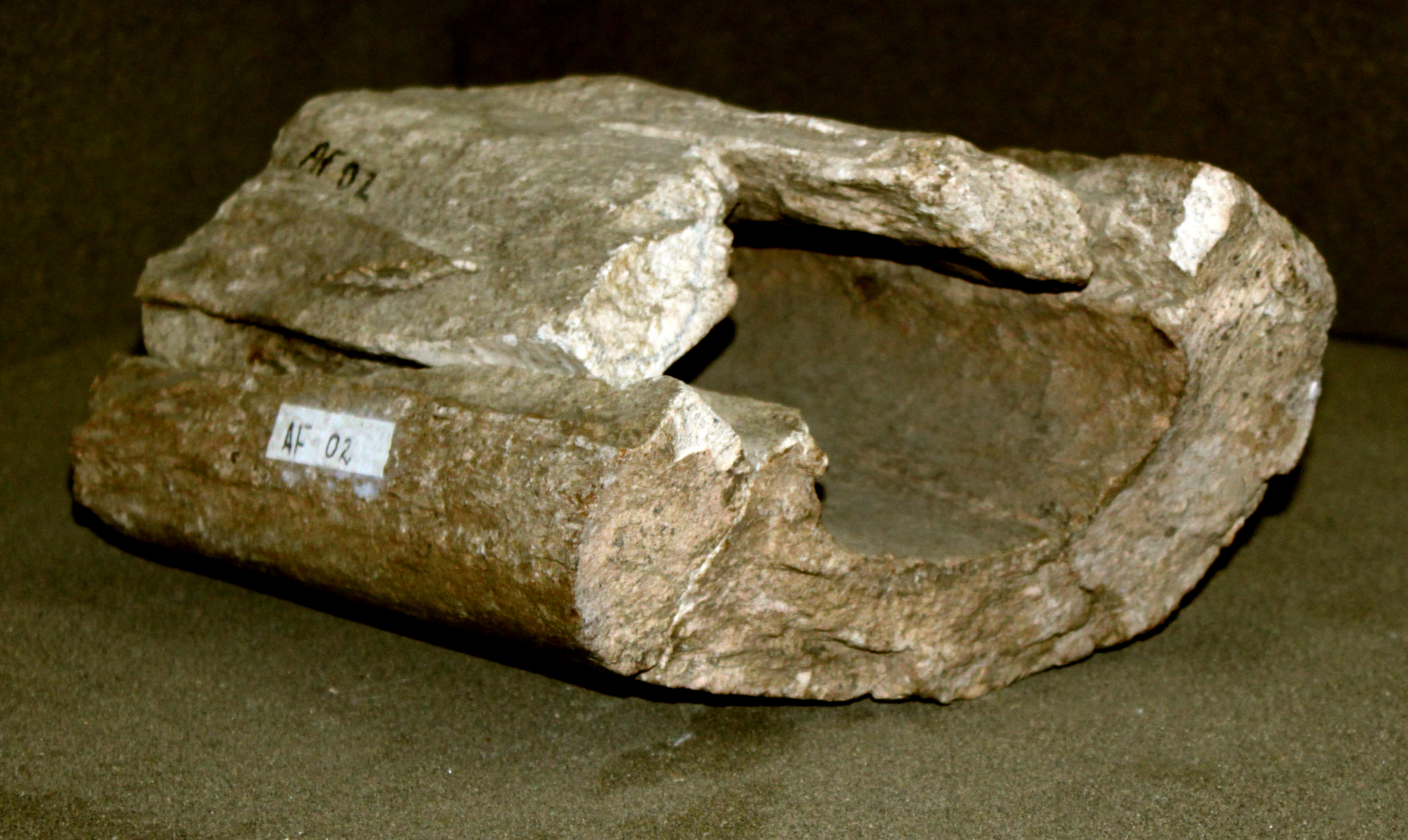

### Ресурси Інтернету
- Said Huseynov and John M. Harris. Azerbaijan's fossil cemetery: ice-age animals fell victim to an Asian version of California's La Brea Tar Pits :  [англ.] // журнал : Natural History[en]. — December 1, 2010. — С. 16-21.
- «Binegadi» 4th Period Fauna and Flora Deposit [Архівовано 8 лютого 2012 у Wayback Machine.]
- Четвертичная фауна Бинагади [Архівовано 1 листопада 2012 у WebCite]
- Александр Хакимов. Парк четвертичного периода : [арх. 14 жовтня 2012] // газета : Эхо. — 7 сентября 2012.
- Александр Хакимов. Западня для носорога // газета : Эхо. — 23 ноября 2011.[недоступне посилання з березня 2019]
- С. Алиева. Устранить все белые пятна. // газета : Зеркало. — среда, 18 июля 2012.[недоступне посилання з березня 2019]